# Alpes Isère Tour
L'Alpes Isère Tour, conosciuto fino al 2005 come Tour Nord-Isère e fino al 2020 come Rhône-Alpes Isère Tour, è una corsa a tappe maschile di ciclismo su strada che si svolge annualmente in maggio nel dipartimento dell'Isère, in Francia. Corsa riservata ai dilettanti fino al 2004, dal 2005 fa parte del calendario UCI Europe Tour come prova di classe 2.2.

## Albo d'oro
Aggiornato all'edizione 2025.
| Anno | Vincitore                             | Secondo                               | Terzo                                 |
| ---- | ------------------------------------- | ------------------------------------- | ------------------------------------- |
| 1991 | Denis Moretti                         | Eric Magnin                           | Marian Goldyn                         |
| 1992 | Francisque Teyssier                   | Patrick Vallet                        | Jean-Luc Jonrond                      |
| 1993 | David Orcel                           | Denis Moretti                         | Cyril Sabathier                       |
| 1994 | Frédéric Gabriel                      | Arnaud Prétot                         | Gilles Pauchard                       |
| 1995 | Dominique Mollard                     | Jean-Yves Duzellier                   | Marc Thévenin                         |
| 1996 | Stéphane Houillon                     | Olivier Trastour                      | Marc Thévenin                         |
| 1997 | Éric Drubay                           | Cédric Célarier                       | Pascal Galtier                        |
| 1998 | Marc Thévenin                         | Pascal Pofilet                        | Benoît Luminet                        |
| 1999 | Éric Drubay                           | Nicolas Dumont                        | Ludovic Turpin                        |
| 2000 | Marlon Pérez                          | Alexandre Grux                        | Éric Drubay                           |
| 2001 | David Pagnier                         | Stéphane Auroux                       | Olivier Martinez                      |
| 2002 | Jeff Peeters                          | Noan Lelarge                          | Christophe Morel                      |
| 2003 | Christophe Morel                      | Steven De Champs                      | Jérémy Dérangère                      |
| 2004 | Laurent Mangel                        | Mickaël Leveau                        | Gilles Canouet                        |
| 2005 | Maint Berkenbosch                     | Tomasz Smolen                         | Lars Thomsen                          |
| 2006 | Tomislav Dančulović                   | Eduardo Gonzalo                       | Matija Kvasina                        |
| 2007 | Gabriel Rasch                         | Nicolas Vogondy                       | Hakan Nilsson                         |
| 2008 | Jérémie Derangère                     | Nicolas Vogondy                       | Radoslav Rogina                       |
| 2009 | Yann Huguet                           | Nicolas Vogondy                       | Maxime Bouet                          |
| 2010 | Jérôme Coppel                         | Nicolas Baldo                         | Sergej Firsanov                       |
| 2011 | Sylvain Georges                       | Thibaut Pinot                         | Lasse Bøchmann                        |
| 2012 | Paul Poux                             | Sergej Rudaskov                       | Romain Hardy                          |
| 2013 | Nico Sijmens                          | Fabien Schmidt                        | Rene Mandri                           |
| 2014 | Matija Kvasina                        | Julien Guay                           | Corrado Lampa                         |
| 2015 | Sam Oomen                             | Fabrice Jeandesboz                    | Florian Dumourier                     |
| 2016 | Lennard Hofstede                      | Jérôme Baugnies                       | Adrien Costa                          |
| 2017 | Marco Minnaard                        | Pascal Eenkhoorn                      | Jérôme Mainard                        |
| 2018 | Stephan Rabitsch                      | Niklas Larsen                         | Jérôme Baugnies                       |
| 2019 | Matthias Krizek                       | Claudio Imhof                         | Sander Andersen                       |
| 2020 | annullata per la pandemia di COVID-19 | annullata per la pandemia di COVID-19 | annullata per la pandemia di COVID-19 |
| 2021 | Sjoerd Bax                            | Anthon Charmig                        | Jakub Otruba                          |
| 2022 | Yannis Voisard                        | Romain Grégoire                       | Sebastian Berwick                     |
| 2023 | Lennert Van Eetvelt                   | Oscar Onley                           | Johannes Kulset                       |
| 2024 | Jarno Widar                           | José Félix Parra                      | Tom Donnenwirth                       |
| 2025 | Aubin Sparfel                         | Maxime Decomble                       | Matteo Vanhuffel                      |